# Église du Christ-Roi de Laeken
L'église du Christ-Roi (en néerlandais : Christus Koningkerk) est une église à Laeken, situé au numéro 105 de l'avenue Wannecouter et au numéro 13 de l'avenue de la Bugrane. Elle dessert le quartier du Mutsaard.

## Histoire
La paroisse du Christ-Roi a été créée en 1926. Elle dépendait alors de la paroisse de Strombeek-Bever et desservait les fidèles des hameaux de Mutsaard-Wannecouter, Beauval et Koningslo. Une église fut construite rue Paul-Janson et était dédiée au Christ-Roi. Cette église a été remplacée par l'église actuelle, qui est devenue opérationnelle en 1982 et a été consacrée en 1983. Entre-temps, Beauval et Koningslo avait chacun obtenu leur propre église.
C'est une église sobre et moderniste en pierre blanche, avec un toit en scie comme caractéristique principale, conçue par l'architecte Daan Dehing. Il n'y a pas de tour. Elle possède une croix murale qui est son principal signe distinctif.
La paroisse du Christ-Roi fait partie actuellement de l'Unité Pastorale des Trois Vignes (anciennement Laeken-Est).